# Kovács Sándor (pap, 1894–1942)
Kovács Sándor (Szentpéterszeg, Bihar vármegye, 1894. április 29. – Nagyvárad, 1942. november 20. előtt) magyar római katolikus plébános, országgyűlési képviselő, püspöki tanácsos, újságíró

## Élete
1894. április 29-én született a Bihar megyei Szentpéterszegen, római katolikus vallásban. Nagyváradon érettségizett 1913-ban, majd még ugyanazon év őszén római katolikus jogakadémiai hallgató lett. 1914-től a váradi szeminárium kispapjaként tevékenykedett, pappá szentelésére 1917. július 15-én került sor Szilágysomlyón.
1918. február 1-jén Endrődön kezdte papi pályáját mint káplán, majd a következő állomáshelye június 22-étől Nagyvárad-Újváros volt. 1922. szeptember 12-ével Békéscsabára, 1924. február közepétől pedig Debrecenbe került, még akkor is káplánként. 1934-ben ugyanott püspöki irodavezetői kinevezést kapott.
Aktívan részt vett mindenkori állomáshelye, főleg Debrecen kulturális és társadalmi életében, utóbbi helyen tartott irodalmi estjei kiemelkedő események voltak az egész város számára. 1934-től országos titkára lett az Actio Catholicának, e téren kifejtett szervező munkája során az ország szinte minden nagyobb plébániáján prédikált.
Az 1938. február 27-i, kőszegi időszaki választáson az országgyűlési képviselői posztért is elindult, és bár az első számlálás eredménye szerint 5 szavazattal kisebbségben maradt, június 1-jei döntésével a közigazgatási bíróság mégis neki ítélte a mandátumot. A parlamentben az ellenzéki Keresztény Gazdasági és Szociális Párt-hoz csatlakozott.
1912-től volt a nagyváradi Tiszántúl című napilap munkatársa. 1922. december 15. és 1924 januárja között a békéscsabai kiadású Őrszemnek volt alapító felelős szerkesztője, Debrecenben pedig 1925 novembere és 1934 októbere között majdnem egy évtizeden át töltött be ugyanilyen pozíciót a Katolikus Figyelő című lapnál.
Gyakran használt álnevei voltak: Szeghy Péter és Falu Pál; esetenként a ks betűjegyet is használta.
Mint bihari plébános halt meg, 1942-ben.